# Бодхипатхапрадипа
Бодхипатхапрадипа (тиб. བྱང་ཆུབ་ལམ་གྱི་སྒྲོན་མ།; — Светоч на пути к Пробуждению) — трактат буддийского учёного и проповедника Атиши (982—1054), считающийся его основным трудом. Текст, представляющий собой систематизированное изложение различных буддийских доктрин, примечателен тем, что впервые вводит типологию уровней личности: низший, средний и высший. Трактат дал начало для многочисленной тибетской религиозной литературы в жанре «ламрим» (ступени пути).

## Издания
Полный санскритский текст сочинения, подготовленный к публикации Дж. Туччи, был издан в 1986 году. Русский перевод был выполнен А. Кугявичусом и издан в 1995 году.

## Внешние ссылки
- Бодхипатхапрадипа  (англ.)